# Guerre entre Cnossos et Lyctos

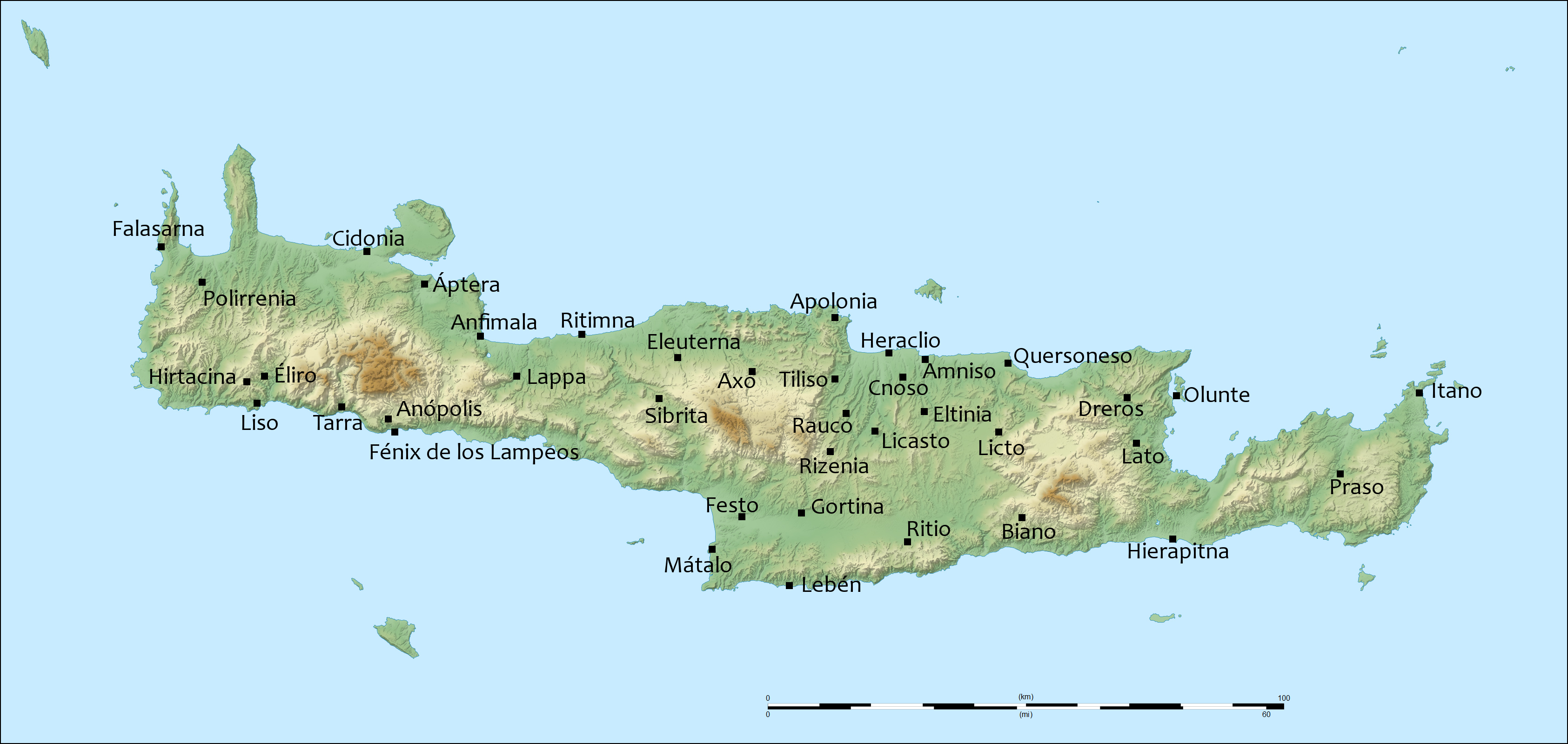
Carte de la Crète montrant l'emplacement de certaines des principales villes aux époques classique et hellénistique.

La guerre entre Cnossos et Lyctos est livrée de 346 à 343 av. J.-C. entre les cités crétoises de Cnossos, aidée par des mercenaires phocéens, et de Lyctos, aidée par Sparte.
La guerre est provoquée par le désir d'expansion de Cnossos, qui attaque Lyctos. Cette cité fait alors appel à Sparte. Les Spartiates commandés par le roi Archidamos III arrivent à temps pour empêcher la capitulation de Lyctos et vaincre les mercenaires au service de Cnossos. Cette guerre marque la première intervention d'une puissance étrangère dans l'histoire de la Crète.

## Sources
- (en) Theocharis Detorakis, A History of Crete, Iraklion, 1994 (ISBN 960-220-712-4)